# Tonia Kos
Tonia Kos (* 16. Dezember 1942 in Heudeber, Sachsen-Anhalt) ist eine Künstlerin.

## Leben und Wirken
Seit 1947 in Wien ansässig, besuchte sie nach der Grundschule die Höhere Bundeslehranstalt für Bekleidungsgewerbe in Wien und schloss diese mit der einjährigen Meisterklasse ab. Tonia Kos war Gasthörerin bei Eva Choung-Fux und Florentina Pakosta. Erste Ausstellungen folgten ab Anfang der 1980er-Jahre. Studienreisen und die Teilnahme an Symposien und Kunstmessen führten sie u. a. nach Belgien, China, Deutschland, Großbritannien, Italien, Korea, Russland, in die Mongolei und besonders oft nach Japan. Sie beschäftigt sich intensiv mit europäischer und asiatischer Philosophie, seit 1995 auch mit chinesischer Geschichte und Sprache.
Das künstlerische Werk von Tonia Kos umfasst Gemälde im Stil der informellen Kunst, Grafiken (insbesondere Radierungen), sowie Objekte und Installationen, darunter Arbeiten mit Zement, Textilien und Stahl. Tonia Kos war und ist in verschiedenen Kunst- und Kulturinitiativen aktiv und hat zudem Kostüme für Theaterproduktionen entworfen.
Tonia Kos entwickelte in ihren Bildern einen eigenen abstrakten Stil, der dem informellen verpflichtet ist, ein „kontrollierter Zufall“, wie eine Ausstellung 2003 hieß. Kennzeichnend für ihre Bilder ist eine 1998 von ihr entwickelte Technik des Farbauftrages. Häufig überschreitet sie dabei mit reliefartigen Sandspuren die Grenze des Zweidimensionalen. In ihren Bildern grenzen sich helle Flächen von kräftigen Farben ab, greifen aber auch ineinander über, wobei starke Akzente von leuchtendem Rot oder verschiedenen Tönen von Blau den Gesamteindruck bestimmen.
Bereits in frühen Arbeiten hat Tonia Kos dabei die Grenzen des zweidimensionalen Bildes gesprengt. So entstehen plastische Bilder, deren Farben über den Rahmen hinauswirken und ihn sprengen wollen. Dabei greift die Künstlerin auch auf verschiedene Materialien und Objekte zurück, die in die Bilder integriert werden. Durch dieses Zusammenspiel verschiedener gestalterische Momente erreichen ihre Bilder den Gesamteindruck von Harmonie und Ganzheit.
Ihr umfangreiches grafisches Werk umfasst Zeichnungen, Tuschearbeiten, Ätzradierungen und Lithografien.

## Auszeichnungen
- 1986 Preis der Stadt Krems
- 1988 Theodor Körner-Preis
- 1992 Hans Czermak-Preis
- 1995 Woyty Wimmer-Preis
- 2003 Israel International Festival „Femina“-Award
- 2004 Orden von den Niederlanden und Hispanidad
- 2006 Anne Goldenberg-Stiftungspreis
- 2013 Goldener Lorbeer, Künstlerhaus Wien
- 2017 Verleihung des Berufstitels Professorin[6]

## Mitgliedschaften
- 1988 – 2018 Künstlerhaus Wien[7]
- seit 2015 Österreichische Gesellschaft für Chinaforschung
- seit 2017 Berufsvereinigung der bildenden Künstler Österreichs[8]

## Ausstellungen

### Einzelausstellungen (Auswahl)
- 1982 Galerie Vinzent, Wien
- 1983 Kunstraum Zwölferhaus, Wien
- 1986 Pet-Galerie, Wien
- 1987 Galerie Taxham, Salzburg
- 1988 Galerie Flutlicht, Wien; Kleine Galerie, Wien
- 1990 Bundesländer Versicherung, Wien; Hausgalerie Künstlerhaus, Wien
- 1992 Barockschlößl Mistelbach
- 1994 Galerie Tiller, Wien
- 1995 Galerie Sillack, Dresden (Deutschland); Künstlerhaus Kinogalerie, Wien
- 1996 Schloß Primmersdorf
- 1997 Galerie Jana, Olomouc (Tschechien); Galerie WORT und BILD, Wien
- 1999 Galerie Chica, Wien; Schloß Traismauer
- 2001 "Emergenz" - Wort und Bild Galerie, Wien
- 2002 M - ART, Wien
- 2003 "Kontrollierter Zufall" - St.-Anna-Kapelle, Wien
- 2004 Galerie Artefakt, Wien
- 2005 ARCOTEL, Linz; Galerie "der Kunstraum", Wien
- 2006 "A 41 Galerie im Hof", Wien
- 2007 Galerie "7kunst", Quedlinburg (Deutschland)[9]
- 2008 Landhausgalerie, St. Pölten / Galerie SYUN, Nagoya (Japan) / Galerie „der Kunstraum“, Wien
- 2009 Galerie "ega", Wien / Galerie am Bahnhof Eichgraben
- 2010 Frauenmuseum, Bonn (Deutschland)
- 2011 Galerie "die Ausstellung", Wien
- 2012 Galerie "der Kunstraum", Wien
- 2013 Galerie "die Ausstellung", Wien / "Gedruckt in Wien und Berlin" - Künstlerische Werkstatt, Berlin (Deutschland)
- 2014 "Schwebend im Gang der Zeiten" - Schiff-Galerie, Wien / "Verwehte Gleichnisse"[10] - Galerie im Künstlerhaus, Wien
- 2015 "2xKunst", München (Deutschland) / "Moongarden" - Galerie Syun, Nagoya (Japan)
- 2016 "Expressives und Reduziertes" - Galerie Korotan, Wien
- 2017 "Zwischenraum" - Galerie Centrum, Graz
- 2018 Galerie Gleichgewicht, Drösing

### Gruppenausstellungen (Auswahl)
- 1988 „Künstler gegen Gewalt“ - Kleine Galerie, Wien
- 1989 „Neuaufnahmen“ - Künstlerhaus, Wien / „Konfrontationen“ - Messepalast, Wien
- 1990 „Hommàge à Vinzent“ - Kleine Galerie, Wien
- 1992 „Exhibition of Print“ - Skopje (Mazedonien)
- 1995 „Kairos“ - Wasserturm, Wien / "Was WAR ist" - Nationalbibliothek, Wien / „Spaces“ - Hangzhou (China); „Light“ - München (Deutschland)
- 1996 „Fibre Art on the Outside“ - Runcorn (Großbritannien) / „Bakunin - Ein Denkmal“ - Berlin (Deutschland)[11]
- 1997 „20 Jahre IntAkt“ - WUK, Wien / Frauenmuseum, Bonn (Deutschland)
- 1998 Symposium „Steel art connection“, Hamada (Japan)[12] / „Still Intakt“ - Österreichisches Kulturinstitut, London (Großbritannien)
- 1999 Symposium „Kreation im Prozess“ - Stammersdorf, Wien / Alte Schieberkammer, Wien; „Go west“ - Projektraum WUK, Wien
- 2000 „Reflexion“ - Basel (Schweiz) / „Intakt“ - Olmütz (Tschechien) / „Lithographie“ - Ulan Bator (Mongolei) / „Lithographie“ - Printing Museum, Peking (China) / Qufu, Shandong (China) / „Porton“ - Culture Center, Okinawa (Japan) / Gallery of The Ishigaki City Library, Okinawa (Japan)
- 2001 Porton, Cusco (Peru) / Lithographie, Dalian (China) / „Reflexionen“ - Wiener Neustadt / „Dialogues“ - St. Petersburg (Russland) / Symposium „Orts-Wechsel“, Dresden (Deutschland)
- Kunstverein Favoriten, Wien / Grafik - Halle an der Saale (Deutschland) / INTERNO, M-ART Galerie, Wien / „Incontro Centro Europeo“ - Udine (Italien)
- 2003 Grafik - NÖ Dokumentationszentrum, St. Pölten / „Frauenbilder“ - IntAkt, Burghausen (Deutschland) / „Hommage á Tapiès“ - Instituto Cervantes, Wien / „HELLDUNKEL“ - Kulturverband Favoriten, Wien / „GENIUS LOCI“ - Künstlerhaus, Wien
- 2004 „Artefakt“ - Wien / Galerie „der kunstraum“, Wien / Schloss Westerlo, Flandern (Belgien)
- 2005 "„zufall.konkret“ - Karmeliterkirche, Wr. Neustadt / „2 Positionen“ - Wort und Bild, Wien / „Arte 2000“ - Hustopece, (Tschechien)
- 2006 „Barriere 2“ - WUK, Wien
- 2007 „Genesis“ Stadtmuseum, Bad Ischl / Museum Kurashiki, Kyoto (Japan) / „World Artist Festival“ - Seoul (Südkorea)
- „Erinnerung an Japan“ - Gauermannmuseum, Miesenbach / Kurashiki Art Museum, Kurashiki (Japan)
- 2009 „Urgrund“ - Galerie Althan, Wien / „Abstract X“ - Creation Art Gallery, Peking (China); „140 Jahre Österreichisch-Japanische Freundschaft“ - Wittgensteinhaus, Wien
- 2010 „Urgrund“ - Galerie Alpha, Wien / Kurashiki Art Museum, Kurashiki (Japan) / Community House, Kyoto (Japan) / Galerie „der Kunstraum“, Wien „Art Space“ - Maeumdeungbul (Südkorea)
- 2011 „Träume“ - Alte Schieberkammer, Wien / Lithowerkstatt, Berlin (Deutschland) / „Weiß – Schwarz“ - Knapp-Art, Emmersdorf / Kurashiki Art Museum, Kurashiki (Japan) / „ART FAIR“ - Shanghai (China)
- 2012 „Ursache und Wirkung“ - Galerie Kellergasse, Wien / „Verbindung“ - Galerie „Space Kagiya“, Kyoto (Japan)
- 2013 „Offene Ateliers Niederösterreich“
- 2014 „Abitare L’Arte“ - Museo di Gubbio, Gubbio (Italien)
- 2015 „Urmomente“ - Galerie Kandinsky, Wien / „Dante“ - Galerie Gleichgewicht, Drösing
- 2016 Galerie Achtzig, Berlin (Deutschland)
- 2017 „Unerwartete Urformen“ - Galerie-Atelier INO, Wien / „30 Jahre Werkstatt Künstlerische Lithographie Berlin-Treptow“[13] - Galerie Alte Schule Adlershof, Berlin (Deutschland)
- 2018 Ateliergalerie 3A im Wittgensteinhaus, Wien / Galerie „Art Time“, Udine (Italien)